# Bamra discalis
Bamra discalis är en fjärilsart som beskrevs av Moore 1867. Bamra discalis ingår i släktet Bamra och familjen nattflyn. Inga underarter finns listade i Catalogue of Life.